# Unrest (Henry Cow)
| Recensione       | Giudizio      |
| ---------------- | ------------- |
| AllMusic         | [ 1 ]         |
| Robert Christgau | A-            |
| Sputnikmusic     | 5.0 (Classic) |
| Piero Scaruffi   | [ 4 ]         |

Unrest è il secondo album del gruppo musicale progressive rock/experimental rock britannico Henry Cow, pubblicato nel 1974.

## Descrizione
L'album è caratterizzato da un maggiore impiego dell'improvvisazione libera rispetto al precedente Leg End: i tre brani che ne costituiscono il lato A e la breve traccia Solemn Music che apre il lato B sono composizioni scritte, il resto è appunto costituito da improvvisazioni (circa 16:30).
Su quest'album, la fiatista Lindsay Cooper entrò in pianta stabile in Henry Cow al posto di Geoff Leigh il quale aveva lasciato il gruppo pochi mesi prima della registrazione dell'album, ma avrebbe offerto il suo contributo in veste di ospite anche a dischi successivi. Il brano Ruins vide la partecipazione di Mike Oldfield nel ruolo di tecnico del suono.

## Tracce

### LP
Lato A
1. Bittern Storm over Ulm – 2:44 (Fred Frith)
2. Half Asleep; Half Awake – 7:39 (John Greaves)
3. Ruins – 12:00 (Frith)

Lato B
1. Solemn Music – 1:09 (Frith)
2. Linguaphonie – 5:58 (Henry Cow)
3. Upon Entering the Hotel Adlon – 2:56 (Henry Cow)
4. Arcades – 1:50 (Henry Cow)
5. Deluge – 5:52 (Henry Cow)

### CD(1991)
1. Bittern Storm over Ulm – 2:44 (Fred Frith)
2. Half Asleep; Half Awake – 7:39 (John Greaves)
3. Ruins – 12:00 (Fred Frith)
4. Solemn Music – 1:09 (Fred Frith)
5. Linguaphonie – 5:58 (Henry Cow)
6. Upon Entering the Hotel Adlon – 2:56 (Henry Cow)
7. Arcades – 1:50 (Henry Cow)
8. Deluge – 5:52 (Henry Cow)
9. The Glove (bonus track) – 6:35 (Henry Cow)
10. Torchfire (bonus track) – 4:48 (Henry Cow)

## Musicisti
- Tim Hodgkinson — organo, sassofono alto, clarinetto, pianoforte
- Fred Frith — chitarra stereo, violino, xilofono, pianoforte
- John Greaves — basso, pianoforte, voce
- Chris Cutler — batteria
- Lindsay Cooper — fagotto, oboe, flauto dolce, voce

Note aggiuntive
- Henry Cow — produttori
- Registrato al The Manor di Shipton-on-Cherwell, Oxfordshire, Inghilterra nel febbraio-marzo 1974
- Phil Becque e Andy Morris — ingegneri delle registrazioni
- Mike Oldfield — ingegnere delle registrazioni (parte del brano: Ruins)
- Phil Becque — ingegnere del mixaggio (Lato A)
- Henry Cow — ingegneri del mixaggio (Lato B)
- Ray Smith — dipinti e fotografie in bianco e nero
- Anne Lamberty — fotografie dei dipinti[5]